# Blosio Palladio
Blosio Palladio (pseudonyme de Biagio Pallai ; né à Collevecchio et mort à Rome le 8 décembre 1550) est un poète, architecte et évêque catholique italien.
Blosio Palladio fut secrétaire du nonce archevêque Orsini à partir de 1518-1519. En 1524 il publia les Coryciana, un recueil de poésie choisies composées à Rome en l'honneur d'un mécène allemand, Hans Goritz.
Il est également l'auteur de l'œuvre en vers Suburbanum Augustini Chisii composée en 1512, en l'honneur de la résidence de banlieue du banquier siennois Agostino Chigi.
Le peintre et architecte Baldassarre Peruzzi, avec lequel il partageait une grande amitié, conçu pour lui la villa de Monte Mario à Rome.
Choisi par le Pape Clément VII comme secrétaire particulier, il conserva cette fonction sous le pontificat de Paul III et encore brièvement avant sa propre mort sous le pape Jules III.
Paul III le nomma évêque de Foligno en 1540, mais il ne fut jamais consacré.
Il est enterré à Rome dans l'église de Santa Maria in Aquiro.

## Source
- (it) Cet article est partiellement ou en totalité issu de l’article de Wikipédia en italien intitulé « Blosio Palladio » (voir la liste des auteurs).